# Nazionale maschile under 18 di pallacanestro della Mongolia
La nazionale di pallacanestro mongola Under-18 è una selezione giovanile della nazionale mongola di pallacanestro, ed è rappresentata dai migliori giocatori di nazionalità mongola di età non superiore ai 18 anni.
Partecipa a tutte le manifestazioni internazionali giovanili di pallacanestro per nazioni gestite dalla FIBA.

## Partecipazioni

### FIBA AsiaBasket Under-18
- 2014 - 12°